# Верхня Карповка
Верхня Ка́рповка (рос. Верхняя Карповка) — село у складі Читинського району Забайкальського краю, Росія. Входить до складу Смоленського сільського поселення.

## Історія
Село Профілакторій Карповка утворено 2013 року шляхом виділення частини села Карповка, 2018 року назву змінено на сучасну.